# Duane Willard Beeson
Duane Willard "Bee" Beeson (16 de juliol de 1921 - 13 de febrer de 1947) va ser un pilot de caça i as estatunidenc de la Segona Guerra Mundial. Va aconseguir 22,08 victòries, incloent-hi 17,3 derrotes aire-aire, 12 de les quals van ser aconseguides amb el P-47C/D Thunderbolt i 5,3 amb el P-51-B Mustang. Beeson va ser un dels deu pilots de les Forces Aèries de l'Exèrcit dels Estats Units que van esdevenir as en dos tipus diferents d' avions de caça.

## Biografia
Beeson va néixer el 16 de juliol de 1921 a Boise, Idaho. A l'institut de Boise es va unir al programa del Cos d'Entrenament d'Oficials Júnior de la Reserva com a corneta de pelotó . Tot i que era de baixa estatura a l'institut, era membre d'un club de boxa i jugava a futbol americà a l'institut.
A la primavera de 1939, Beeson tenia previst estudiar dret a la Universitat de Califòrnia.

### Carrera militar
Beeson tenia previst unir-se a l'Cos Aeri de l'Exèrcit com a pilot, però com que no havia completat els dos anys obligatoris d'universitat, va marxar al Canadà, on es va unir a la Reial Força Aèria Canadenca, que no tenia aquests requisits d'entrada. 
Beeson es va unir a la Reial Força Aèria Canadenca el 23 de juny de 1941 a Vancouver i es va entrenar a Prince Albert id Yorkton, Saskatchewan. El 26 de febrer de 1942, Beeson tenia 201 hores de vol i havia completat amb èxit el pla d'entrenament amb una qualificació de "Un bon pilot mitjà i lleugerament excessiu de confiança. Sense defectes destacables". Beeson va ser destinat a Bournemouth, Anglaterra, i va començar la conversió al Hawker Hurricane. El 5 de setembre de 1942, Beeson va ser destinat al 71è Esquadró de la RAF a Debden, Essex.
Segona Guerra Mundial

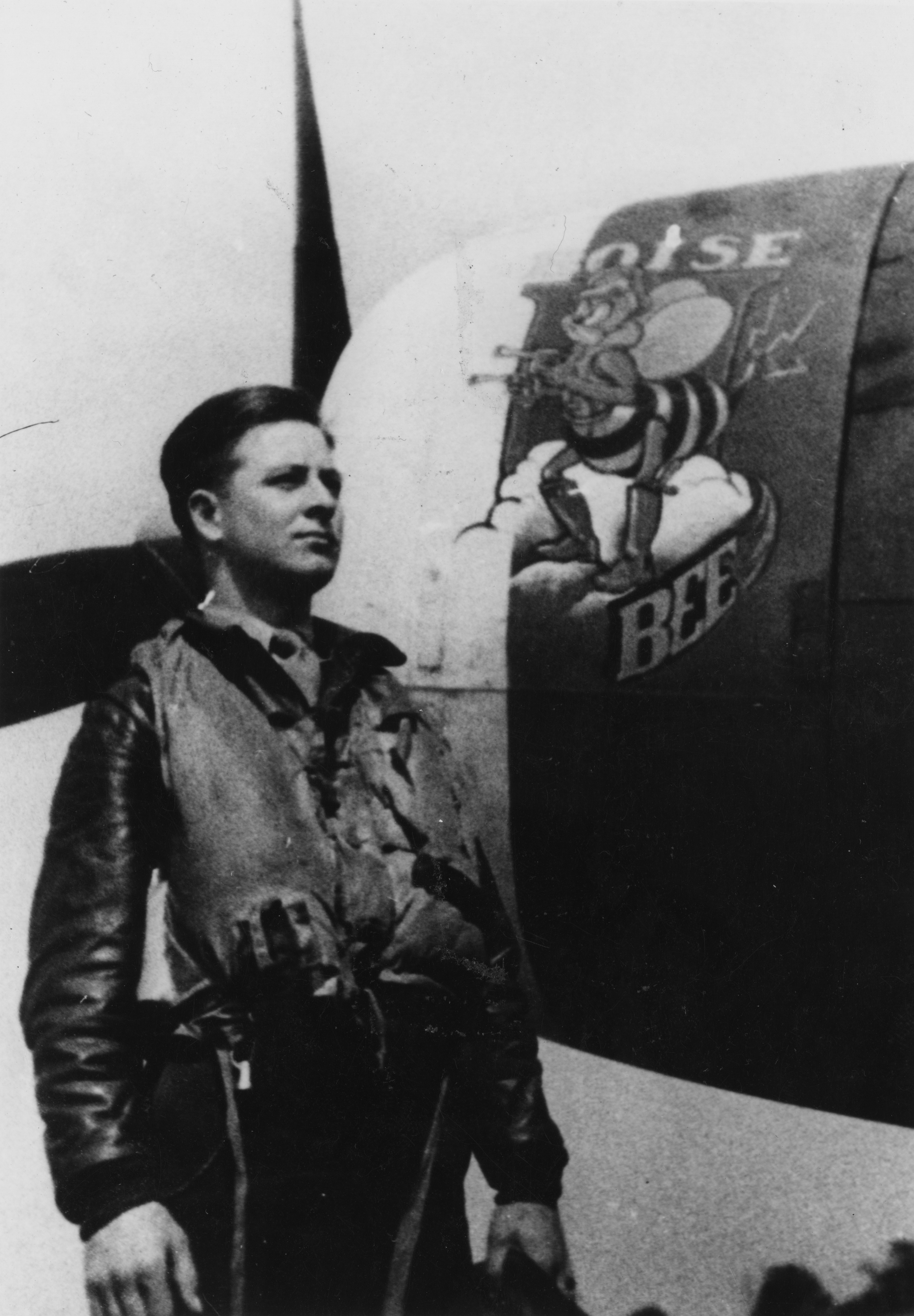
Beeson al costat del seu P-47 Thunderbolt 'Boise Bee'

En aquell moment, les Forces Aèries de l'Exèrcit dels Estats Units arribaven a Anglaterra per a operacions sobre Europa. Els "Esquadrons Eagle" de la RAF estaven sent absorbits per la Vuitena Força Aèria, i Beeson era un dels que van renunciar a les seves comissions de la RCAF i es van transferir a la USAAF El recentment format 4t Grup de Caces va continuar pilotant els seus Supermarine Spitfires, proporcionats per la per la RAF fins que va rebre els P-47 Thunderbolts a principis de 1943.
Mentre que es trobava a Deben va construir un estri artiller per ajudar-se a practicar el tir de deflexió (apuntar per davant de l'avió enemic per tal que la trajectòria de les bales i la de l'objectiu convergeixin). D'aquesta manera, en dominar aquesta tècnica, podia atacar en angle i no pas només per darrera. 
Beeson va realitzar la seva primera missió de combat amb la seva nova unitat, el 334è Esquadró de Caça. Al novembre, Beeson va fer un vol de prova per disparar les seves armes i va sobrevolar sense autorització la costa francesa, atacant el transport per carretera alemany i danyant el seu avió.
El gener de 1943, Beeson s'estava entrenant amb el Republic P-47 Thunderbolt. El 8 de maig de 1943, Beeson es va enfrontar a un grup de caces alemanys i va abatre un Bf 109. El 26 de juny, durant una missió d'escorta sobre Dieppe, va albirar dos Messerschmitt 109, un amb un P-47 a la cua. Beeson va abatre un Bf 109 al mar, utilitzant només 400 cartutxos de munició. Un mes més tard, Beeson va ser guardonat amb la Creu dels Vols Distingits en reconeixement de 37 missions de combat i dues victòries.
El 2 de juliol, el 4t Grup de Caces es va convertir en el primer grup de caces a penetrar l'espai aeri alemany. Sobre els Països Baixos, el grup va enfrontar-se a un vol de Bf 109, atacant una formació de B-17s. Beeson i el seu company es van llançar des de 21.000 peus cap a la formació enemiga i Beeson va abatre un altre Bf 109. Al setembre, després de 65 missions de combat, va ser guardonat amb l'Estrella de Plata. El 8 d'octubre de 1943, Beeson va abatre dos Bf 109 més sobre els Països Baixos, convertint-se en el primer as del grup, amb sis avions abatuts. L'oficial al comandament, el tinent coronel Donald Blakeslee, va nomenar Beeson oficial d'artilleria del grup.
El 29 de gener de 1944, Beeson va abatre un Bf 109 i un Focke-Wulf Fw 190, cosa que li va valer la Creu del Servei Distingit. L'informe oficial de Beeson sobre aquesta acció a les 11:00 hores a la rodalia d'Aquisgrà va ser el següent: Vam albirar aproximadament quinze Me 109 i FW 190 volant a prop dels bombarders i quan l'esquadró Pectin els va atacar, van entrar en picat. Quan el nostre esquadró va fer rebotar aquest grup d'avions enemics, vaig veure uns sis Me 109 més que s'acostaven per posar-se a la cua de l'esquadró. El tinent Chatterley i jo vam girar cap a aquests. Un d'ells va fer un forat al meu pla de cua abans que poguéssim girar cap a ells, però quan es va completar el gir vaig veure el tinent Chatterley a la cua d'un 109, disparant i aconseguint molt bons impactes. Aquests 109 també van començar a picar i em vaig posar a la cua del més proper, i vaig obrir foc a 250 iardes, acostant-me a unes 50 iardes. Estava utilitzant munició API i vaig veure impactes molt greus al fuselatge i a les arrels de les ales, després un gran flaix en algun lloc de la cabina i l'avió enemic va girar violentament cap a la dreta i va caure deixant una llarga estela". un corrent de fum grisenc. Aquest combat va tenir lloc des de 23.000 peus fins a uns 15.000 peus, i l'últim que vaig veure del 109 va ser que baixava directament a través d'un núvol de 10/10 parts per sota.
Aleshores estava sol i vaig veure un combat molt més avall, així que vaig tornar a baixar quan vaig albirar un avió a estribord que també s'estava picant. Quan vaig anar a investigar, va resultar ser un FW 190 de cua groga amb un dipòsit a la part inferior. No crec que em veiés mentre m'hi acostava des del sol, però va augmentar una mica la caiguda i m'hi anava acostant lentament, així que vaig disparar una ràfega fora de l'abast intentant frenar-lo. No vaig veure cap resultat, així que vaig continuar darrere seu mentre s'endinsava entre els núvols a uns 3.000 peus i quan vam sortir estava a uns 300 metres per darrere. Vaig tornar a obrir foc i vaig veure molts atacs incendiaris al seu fuselatge. Va baixar el morro a uns 200 peus d'altitud i va entrar a la coberta. Aleshores vaig aturar-me en un zoom fins a 5000 peus on hi havia molts P-47 de l'esquadró Greenbelt i vaig tornar a casa amb ells. Reclamació 1 Me 109 i 1 FW 190 destruïts.
Un dia després, Beeson va reclamar el seu desè avió enemic. També reclamaria el dia 31 un altre ME-109.   El febrer de 1944, la Vuitena Força Aèria va llançar una sèrie d'atacs a gran escala per impulsar la Luftwaffe a una batalla de desgast i crear superioritat aèria sobre Europa. L'Operació Pointblank tenia com a objectiu la destrucció de la Luftwaffe mitjançant el combat aeri, el metrallament d'aeròdroms alemanys i el bombardeig de fàbriques d'avions.
Els grans atacs van ser anomenats "La Gran Setmana". Els P-47 del 4t FG estaven equipats amb dos tancs de llançament que duplicaven el seu abast de combat. Blakeslee va aconseguir la màxima prioritat per als nous P-51 Mustangs, prometent "Els tindré operatius en 24 hores". Quan el grup va volar les seves primeres missions el 25 de febrer, els pilots tenien menys d'una hora i deu minuts de temps de vol al nou caça. Durant la setmana, Beeson va ser guardonat amb un manat de fulles de roure a la seva Creu dels Vols Distingits i ascendit a capità. Amb 80 missions de combat completades, va ser nomenat oficial comandant del Vol B als 22 anys.

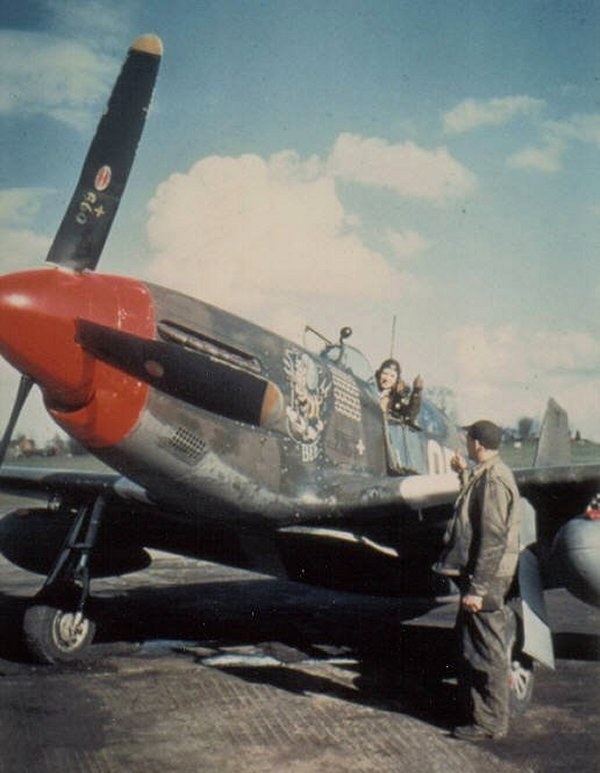
Beeson a bord del seu P-51B Mustang

El 28 de febrer, Beeson va aconseguir el seu nou P-51B. Ell i el cap d'equip Willard Wahl van anomenar l'avió simplement "Bee" (abella). En la seva primera missió a través del Canal de la Mànega, va metrallar un Junkers Ju 88 a terra. El 23 de març, Beeson va abatre dos Bf 109 més, convertint-se en l'as més reeixit de les Forces Aèries de l'Exèrcit. Va ser la 93a missió de combat de Beeson i va tenir 17 reclamacions.
Va aconseguir dues baixes més, però el 5 d'abril va ser abatut pel foc alemany des de terra .  Va ser capturat i interrogat pel famós Hanns Scharff. En un camp de presoners de guerra, Beeson va passar el temps boxant, llegint i estudiant. El camp va ser alliberat per les forces soviètiques el 29 d'abril de 1945. Beeson va trigar gairebé un mes a tornar a Debden. Mentre era presoner de guerra, Beeson havia estat ascendit a major i havia rebut la Creu del Servei Distingit , l'Estrella de Plata, la Creu del Vol Distingit amb cinc raïms de fulles de roure i la Medalla de l'Aire, la majoria de les quals van ser lliurades als seus pares al camp de Gowen.

### Postguerra
Va tornar a Boise el juny de 1945 i va fer tot el possible per ser reassignat al teatre del Pacífic , però la Guerra del Pacífic va acabar aviat. Beeson va ser reassignat a Sarasota, Florida, on va conèixer la seva futura esposa, Tracy Waters. Es van casar a Baltimore el gener de 1946. Poc després, Beeson va emmalaltir greument. Els metges li van diagnosticar un tumor cerebral i Beeson va ser traslladat a l'Hospital Walter Reed de Washington, DC, per a una operació. Va morir abans que es pogués realitzar l'operació. Només tenia 25 anys. Està enterrat al Cementiri Nacional d'Arlington.
El novembre de 1993, l'edifici de la terminal Duane W. Beeson va rebre el seu nom.

## Condecoracions

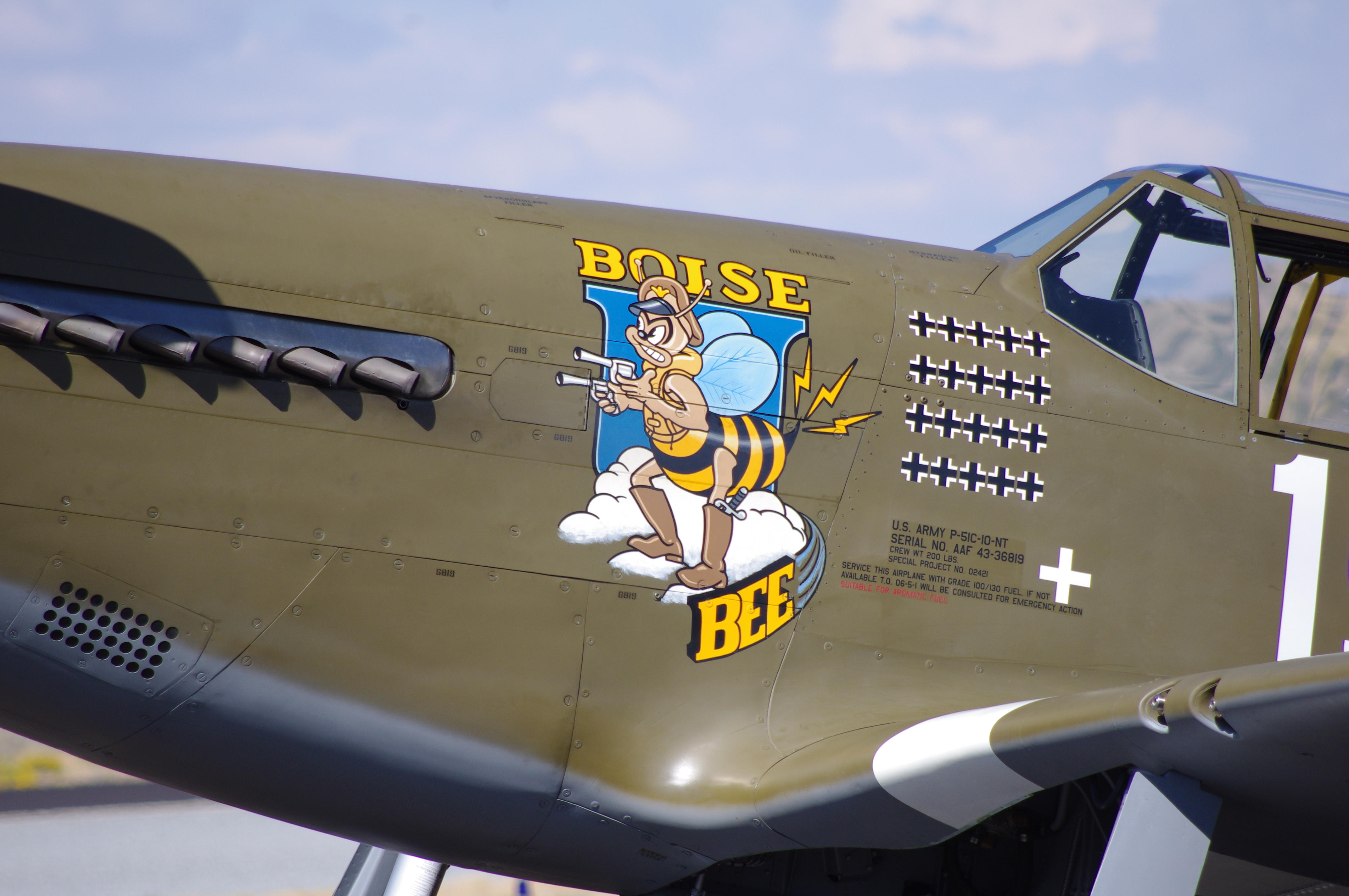
El P-51C Mustang "Boise Bee" a la 2011 Reno Air Races

Les condecoracions de Beeson són:
|                                                        | Insígnia de Pilot de les Forces Aèries de l'Exèrcit                             |
| Plantilla:Ribbon devices/alt                           | Creu del Servei Distingit                                                       |
| Plantilla:Ribbon devices/alt                           | Estrella de Plata                                                               |
| Silver oak leaf cluster · Plantilla:Ribbon devices/alt | Creu dels Vols Distingits amb manat de fulles de roure en plata                 |
| Plantilla:Ribbon devices/alt                           | Cor Porpra                                                                      |
| Silver oak leaf cluster · Plantilla:Ribbon devices/alt | Medalla de l'Aire amb manat de fulles de roure en plata                         |
| Plantilla:Ribbon devices/alt                           | Citació Presidencial d'Unitat                                                   |
| Plantilla:Ribbon devices/alt                           | Medalla de Presoner de Guerra                                                   |
| Plantilla:Ribbon devices/alt                           | Medalla de la Campanya Americana                                                |
| Bronze star · Plantilla:Ribbon devices/alt             | Medalla de la Campanya Europea-Africana-Orient Mitjà amb una estrella de bronze |
| Plantilla:Ribbon devices/alt                           | Medalla de la Victòria a la II Guerra Mundial                                   |
| Plantilla:Ribbon devices/alt                           | Creu de Guerra amb Palma (Bèlgica)                                              |